# Daniel Flottmann
Daniel Flottmann (* 6. August 1984 in Osnabrück) ist ein ehemaliger deutscher Fußballspieler.

## Karriere
In der Jugend spielte Flottmann zunächst für TuS Eintracht Rulle, bevor er zum TSV Wallenhorst ging. Ab 2004 spielte er für den VfL Osnabrück. Dort kam er für die erste Mannschaft in der Regionalliga Nord zum Einsatz und ab 2006 hauptsächlich für die zweite Mannschaft in der Oberliga. Als er bei Osnabrück keine Berücksichtigung mehr fand, wechselte Flottmann 2008 zum West-Regionalligisten SC Verl. Nach zwei Jahren schloss er sich dem Drittligisten Rot Weiss Ahlen an, der jedoch am Ende der Saison 2010/11 zwangsabsteigen musste. Am 26. Juni 2011 gab der Wuppertaler SV Borussia die Verpflichtung von Flottmann bekannt. Er unterschrieb einen Vertrag über zwei Jahre mit Option. Nach nur einem Jahr wechselte der Abwehrspieler erneut und schloss sich dem Ligakonkurrenten SC Fortuna Köln an. Mit der Fortuna scheiterte er in der Saison 2012/13 als Tabellenzweiter knapp am Aufstieg in die 3. Liga.
In der Saison 2013/14 wurde Flottmann mit dem SC Fortuna Köln schließlich Meister der Regionalliga West. In den beiden Entscheidungsspielen um den Aufstieg in die 3. Liga setzte man sich gegen den Meister der Regionalliga Bayern, die zweite Mannschaft des FC Bayern München, mit einem 1:0-Heimsieg und einer 1:2-Auswärtsniederlage dank der Auswärtstorregel durch. Im Sommer 2017 wechselte Flottmann zum Regionalligisten SV Rödinghausen, den er zuletzt auch als Kapitän aufs Feld führte. Im Sommer 2024 beendete er seine Karriere in Rödinghausen. Anschließend wurde er Co-Trainer bei der U19 von Werder Bremen unter Cédric Makiadi.
Daniel Flottmann ist der Sohn von Heiko Flottmann, dem Ex-Trainer des VfL Osnabrück.